# Joel Fabiani
Joel Fabiani (* 28. September 1936 in Watsonville, Kalifornien) ist ein US-amerikanischer Schauspieler.

## Leben
Fabiani leistete seinen Wehrdienst bei der United States Army und zog später nach San Francisco, wo er Schauspielunterricht nahm. In den frühen 1960er Jahren zog er nach New York City, wo er bald erste Theaterengagements erhielt. 1962 feierte er sein Broadwaydebüt in einer Produktion von The Affair. Im Jahr darauf hatte er sein Fernsehdebüt und spielte Gastrollen in einigen Fernsehserien. 1969 wurde er für eine der Hauptrollen in der britischen Krimiserie Department S besetzt. Neben Peter Wyngarde stellte er in 28 Folgen der Serie die Rolle des US-amerikanischen Agenten Stewart Sullivan dar. Nachdem die Serie zugunsten einer vollständig auf Wyngarde zugeschnittenen Nachfolgeserie eingestellt worden war, kehrte Fabiani in die USA zurück. Dort spielte er Episodenrollen in einigen erfolgreichen Serien wie Die Straßen von San Francisco, Detektiv Rockford – Anruf genügt und Starsky & Hutch.
1981 war er als Alex Ward in Dallas zu sehen und von 1985 bis 1986 in Denver-Clan als König Galen. Spielfilmrollen hatte er unter anderem in der für zwei Oscars nominierten Tragikomödie Ruben, Ruben, der Filmkomödie Julia und ihre Liebhaber sowie in Brian De Palmas Thriller Spiel auf Zeit. Von 1999 bis 2010 war er als Barry Shire in der Seifenoper All My Children zu sehen.
Fabiani war zwischen 1960 und 1962 mit Katharine Ross verheiratet.

## Filmografie (Auswahl)

### Kino
- 1977: Auf der Suche nach Mr. Goodbar (Looking for Mr. Goodbar)
- 1983: Ruben, Ruben (Reuben, Reuben)
- 1990: Julia und ihre Liebhaber (Tune in Tomorrow …)
- 1998: Spiel auf Zeit (Snake Eyes)

### Fernsehen
- 1967: Der Chef (Ironside)
- 1969–1970: Department S
- 1973: Die Straßen von San Francisco (The Streets of San Francisco)
- 1974: Barnaby Jones
- 1975: Detektiv Rockford – Anruf genügt (The Rockford Files)
- 1976: Starsky & Hutch
- 1976: Die knallharten Fünf (S.W.A.T.)
- 1978: Columbo: Mord per Telefon (How to Dial a Murder)
- 1981: Dallas
- 1984: Hotel
- 1985–1986: Der Denver-Clan (Dynasty)
- 1988: Die Bill Cosby Show (The Cosby Show) (Folge 04×21)
- 1989: Falcon Crest
- 1992: Mord ist ihr Hobby (Murder, She Wrote)
- 1994: General Hospital
- 1999–2010: All My Children
- 2000: Third Watch – Einsatz am Limit (Third Watch)
- 2004: Law & Order
- 2004: Criminal Intent – Verbrechen im Visier (Law & Order: Criminal Intent)

## Broadway
- 1964–1965: Beyond the Fringe '65
- 1974: The Rules of the Game
- 1974: Love for Love